# Mirosław Car
Mirosław Car (* 24. November 1960 in Bielsk Podlaski; † 7. Juni 2013 in Białystok) war ein polnischer Fußballspieler.

## Sportlicher Werdegang
Car begann seine Karriere bei Tur Bielsk Podlaski. 1980 wechselte er aufgrund seines Wehrdienstes zu Legia Warschau, dort blieb ihm jedoch in zwei Spielzeiten der Durchbruch verwehrt. Daraufhin ging er zu Motor Lublin, mit dessen Mannschaft er in 1983 in die Ekstraklasa aufstieg. 1986 zog er zum Zweitligisten Jagiellonia Białystok weiter, mit dem er ebenfalls in die Ekstraklasa aufstieg. Im September 1988 erlitt er einen Achillessehnenriss, der seine höherklassige Karriere beendete. Daraufhin kehrte er 1989 zu Tur Bielsk Podlaski zurück.
Nach dem Ende seiner aktiven Karriere wechselte Car auf die Trainerbank. Unter anderem betreute er seinen ehemaligen Verein Tur Bielsk Podlaski, war aber auch bei diversen Vereinen als Trainerassistent und in der Jugendarbeit tätig.